# Sd.Kfz. 254

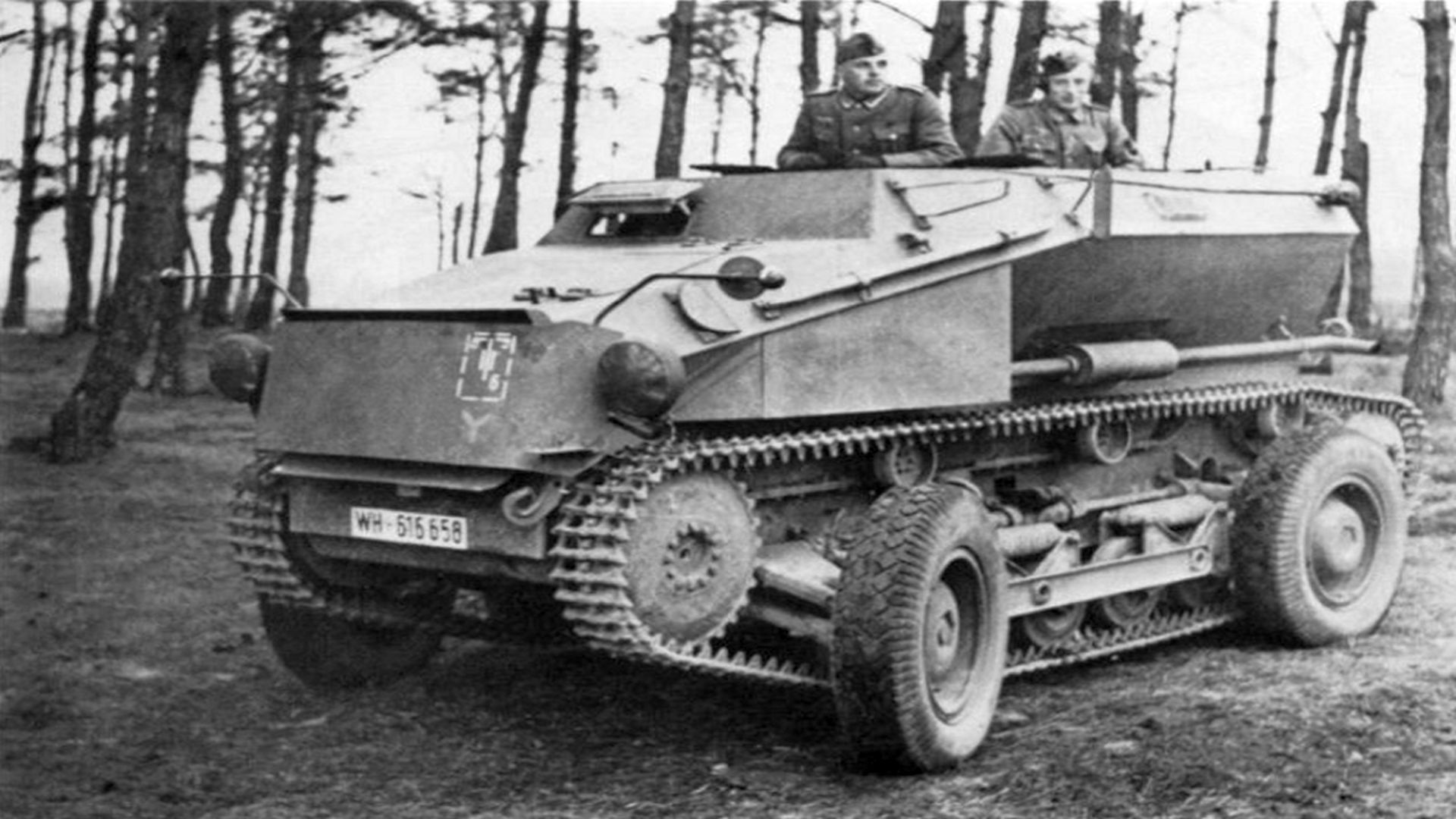
Sdkfz 254 durant la seconde guerre mondiale.

Le Sonderkraftfahrzeug 254 (en français : « véhicule spécial à moteur no 254 ») ou Sd.Kfz. 254 était un véhicule de reconnaissance allemand à traction intégrale utilisé par la Wehrmacht au cours de la Seconde Guerre mondiale.
Il fut conçu et développé sous le nom de RK-7 à partir de 1936 par la firme Saurer en tant que tracteur d’artillerie pour l’armée autrichienne (Bundesheer). Après des tests concluants en 1937, l’armée autrichienne passa commande et les véhicules furent mis en production en 1938. Douze tracteurs avaient été construits au moment de l’Anschluss en 1938.
La production se poursuivit après l’annexion de l’Autriche à l’Allemagne. Les enregistrements montrent qu’un total de 140 exemplaires furent construits. La nouvelle désignation donnée par les Allemands à ce véhicule était Sd.Kfz. 254. Le véhicule avait un moteur Diesel et présentait la particularité de disposer d’un double train de roulement. Les roues étaient baissées pour un usage routier et relevées pour faire place aux chenilles en cas d’utilisation en tout-terrain. Un certain nombre de ces véhicules furent utilisés par l’Afrikakorps en tant que véhicules d’observation après avoir été équipés d’une radio et d’une antenne.